# 泉裕泰
泉裕泰（日语：／ Izumi Hiroyasu，1957年7月22日—），日本外交官，現任日本台灣交流協會台北事務所代表（日本駐台代表）；曾任日本駐華公使、日本駐上海總領事和日本駐孟加拉大使。

## 經歷
- 1981年 東京大學法學部畢業，進入外務省
- 1985年 加州大學柏克萊分校東亞研究碩士
- 1991年 外務省亞洲局中國課課長
- 1993年 大藏省主計局法規課長助理
- 1994年 大藏省主計局主計官助理
- 1996年 日本駐英國大使館參事
- 1998年 日本駐華大使館參事
- 2001年 綜合外交政策局國際社會協力部人權人道課課長[3]
- 2003年 外務大臣官房駐外公館課長
- 2004年 外務省亞洲大洋洲局中國課課長
- 2006年 日本駐華大使館公使
- 2010年 日本駐上海總領事（大使衔）[4]
- 2013年 日本駐美國大使館公使
- 2016年 外務省研修所所長
- 2017年 日本駐孟加拉特命全權大使[5]
- 2019年10月 日本台灣交流協會台北事務所代表（日本駐台代表）
- 2023年11月 日本台灣交流協會台北事務所代表任滿退休

## 榮譽

### 外國勳章獎章
- 大綬景星勳章（中華民國，2023年10月30日颁授[1]）